# 안느 마리 카디유

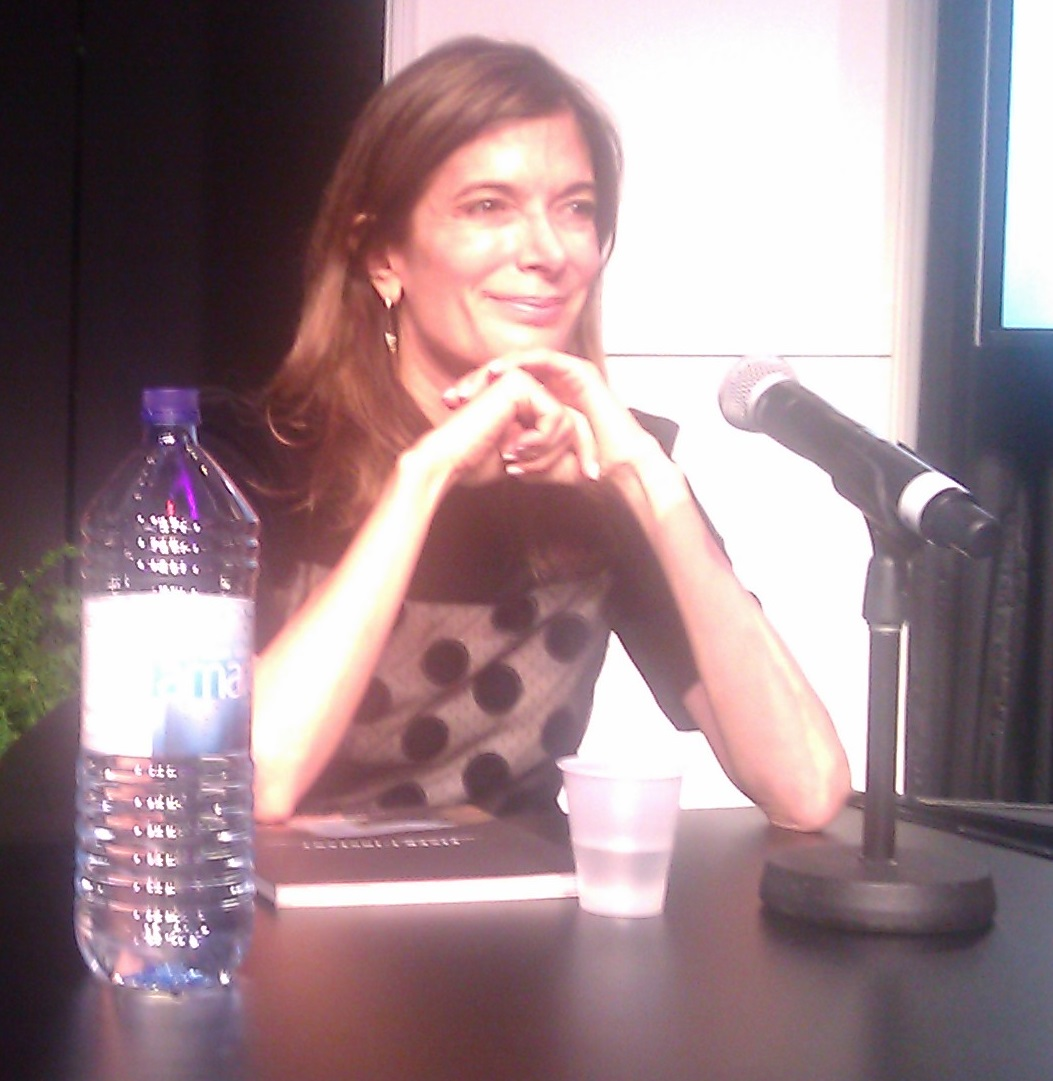

안느 마리 카디유(Anne-Marie Cadieux, 1963년 9월 23일 ~ )는 캐나다의 배우, 각본가, 영화 감독이다.
몬트리올에서 태어났다.

## 영화
- 더 스퀴어링 게임 (2016년)
- 엔도르핀 (2015년)
- 폴스 무브먼트 (2014년)
- 쓰리 나이트 스탠드 (2013년)
- 워치 와일 데이 댄스 (2011년)
- 위험한 이웃 (2010년)
- 더 트로츠키 (2009년)
- 당신 (2007년)
- 블랙 아이 독 (2006년)
- 파 사이드 오브 더 문 (2003년)
- 자유를 향해 (1999년)
- 스트릿하트 (1998년)
- 고백 (1995년) - 마농 역